# 呂正
呂正（1421年—？），字孟端，直隸真定府晉州人，民籍。明朝政治人物。進士出身。

## 生平
順天府鄉試第七十四名。正統十年（1445年）乙丑科會試第三十六名，殿試登進士第三甲第三十七名。

## 家族
曾祖呂伯文。祖父呂成。父亲呂傑，曾任倉大使。